# Can't Rush Greatness
Can't Rush Greatness (scritto in maiuscolo ) è l'album di debutto in studio del rapper britannico Central Cee, pubblicato il 24 gennaio 2025 tramite CC4L e Columbia Records . L'album vede la partecipazione di Young Miko, 21 Savage, Dave, Lil Durk, Skepta e Lil Baby.
Dopo un'uscita anticipata, l'album ha debuttato al primo posto nella classifica degli album del Regno Unito e al nono posto nella Billboard 200, diventando il primo album rap del Regno Unito ad entrare nella top dieci degli Stati Uniti e il secondo di Central Cee a raggiungere il primo posto nel Regno Unito. Ha debuttato al primo posto anche in Belgio, Paesi Bassi, Germania, Irlanda, Nuova Zelanda, Norvegia e Svizzera . L'album ha ricevuto recensioni generalmente positive dalla critica, che ne ha elogiato la produzione. Tuttavia, l'album è stato anche criticato per le incongruenze nei contenuti dei testi, con opinioni divergenti sul livello di rischio assunto dall'album.

## Contesto e registrazione
Il termine "can't rush greatness" (tradotto in italiano: "non si può affrettare la grandezza") è stato utilizzato più volte da Central Cee durante la sua carriera, a partire dalla sua performance "Mad About Bars" del 2020.
Dall'uscita del suo precedente progetto completo, 23 (2022), Central Cee ha attirato l'attenzione internazionale in modo inedito per un artista rap britannico grazie a una serie di singoli di successo, a partire da " Doja " (2022) e " Sprinter " (2023). Dopo l'uscita di "Sprinter" e del successivo EP Split Decision con Dave, i Central Cee furono oggetto di una "guerra di offerte accesa" tra le etichette discografiche e firmarono con la Columbia Records un contratto per due album. Can't Rush Greatness rappresenta quindi la sua prima uscita con una major.
L'11 settembre 2024, Central Cee apparve in un'intervista con Dazed, durante la quale notò che l'album stava ricevendo i suoi "ritocchi finali".  Ha poi parlato di ciò che rende questo album diverso dai suoi progetti precedenti.
L'album è stato annunciato formalmente il 31 ottobre 2024 e un comunicato stampa ha rivelato che l'album è stato registrato in più località in tutto il mondo e presentava la produzione di Dave.

## Copertina
La copertina principale dell'album è stata scattata da Jack Bridgeland, che in precedenza aveva scattato le copertine di Wild West (2021) e 23 (2022). Rappresenta Central Cee che indossa un berretto con la bandiera dell'Union Jack, orecchini Syna e un piumino, oltre a una catena in oro rosa e diamanti raffigurante la regina Elisabetta II e anelli in oro rosa e diamanti che compongono la scritta "Can't Rush" (non puoi correre).
| Recensione   | Giudizio |
| ------------ | -------- |
| Metacritic   | 77/100   |
| Clash        | 8/10     |
| The Guardian | 4/5      |
| The Times    | 3/5      |

## Performance commerciale
Can't Rush Greatness ha ottenuto oltre 19 milioni di streaming nel suo primo giorno su Spotify, battendo il record per il maggior numero di streaming per un album rap del Regno Unito in un solo giorno.

## Elenco delle tracce
1. "No Introduction"
2. "5 Star"
3. "Gata" (feat. Young Miko)
4. "St. Patrick's"
5. "GBP" (feat. 21 Savage)
6. "Top Freestyle"
7. "Up North"
8. "CRG" (feat. Dave)
9. "Limitless"
10. "Now We're Strangers"
11. "Truth in the Lies" (feat. Lil Durk)
12. "Ten" (feat. Skepta)
13. "BAND4BAND" (feat. Lil Baby)
14. "Gen Z Luv"
15. "Walk in Wardrobe"
16. "Must Be"
17. "Don't Know Anymore"